# James R. Schlesinger
James Rodney Schlesinger (n. 15 februarie 1929, New York City, New York, SUA – d. 27 martie 2014, Baltimore, America Britanică⁠(d), Regatul Marii Britanii) a fost un economist și funcționar public⁠(d) american. A fost secretar al apărării din 1973 până în 1975 sub președinții Richard Nixon și Gerald Ford. Înainte să fie numit în funcție, a fost președintele Comisiei pentru Energie Atomică⁠(d) (AEC) din 1971 până în 1973 și director al CIA⁠(d) timp de câteva luni în 1973. A fost primul secretar al energiei⁠(d) sub conducerea lui Jimmy Carter în 1977, fiind în funcție până în 1979.
Pe perioada mandatului său de secretar al apărării, s-a opus acordării de amnistie celor care refuză înrolarea și a militat pentru dezvoltarea unor sisteme nucleare sofisticare. Mai mult, s-a asigurat că programele de construcție a avioanelor A-10 și F-16 sunt finalizate.

## Biografie
James Rodney Schlesinger s-a născut în New York City, fiul lui Rhea Lillian (născută Rogen) și al lui Julius Schlesinger, ambii imigranți evrei. Mama sa a imigrat din Lituania, care făcea parte la vremea respectivă din Imperiul Rus, iar familia tatălui său era din Austria. La maturitate, acesta s-a convertit la luteranism la maturitate. Schlesinger a studiat la Horace Mann School⁠(d) și la Universitatea Harvard, unde și-a obținut licența (1950), masteratul (1952) și doctoratul (1956) în economie. Între 1955 și 1963, a predat economie la Universitatea din Virginia⁠(d) și în 1960 a publicat The Political Economy of National Security. În 1963, s-a mutat la RAND Corporation, unde a lucrat până în 1969, în ultimii ani având funcția de director de studii strategice.

### Administrația Nixon
În 1969, Schlesinger a devenit director adjunct al Biroului de management și resurse⁠(d) în cadrul administrației Nixon, fiind interesat de probleme de apărare națională. În 1971, președintele Nixon l-a numit pe acesta membru al Comisiei pentru Energie Atomcă (AEC) și l-a desenat președinte. A ocupat această funcție timp de un an și jumătate, perioadă în care a implementat schimbări organizaționale și administrative ample în încercarea de a îmbunătăți activitatea instituției.

### Director al CIA
Schlesinger a fost director al CIA din 2 februarie 1973 până în 2 iulie 1973,  fiind succedat de William Colby⁠(d).
Schlesinger a fost extrem de nepopular în rândul staffului organizației deoarece a redus dimensiunea acestuia cu 7% și era considerat omul lui Nixon. Acesta avea o cameră de supraveghere lângă portretul său oficial în sediul central al CIA din Langley, Virginia pe motiv că angajații nemulțumiți ai instituției ar încerca să-l vandalizeze.